# Lijst van opvarenden van de Batavia
Dit is een lijst van opvarenden van het schip de Batavia, dat in 1629 schipbreuk leed.
| Functies                | Naam |
| ----------------------- | --- |
| Adelborst               | Daniel Cornelisz Lucas Gellisz Johan Jacobsz Heylwech Allert Jansz uit Elsen Coenraat van Huyssen Andries Liebent Lenart Michielsz van O Hans Radder Otto Smit Gysbert van Welderen Olivier van Welderen |
| Schrijver/assistent     | Salomon Deschamps |
| Boekhouder              | Gijsbert Bastiaensz, zoon van de predikant Daniel Cornelisz Hendrick Denys Isbrant Isbrantsz Cornelis Jansz Andries de Vries Davidt Zevanck |
| Bootsman                | Pauls Barentsz |
| Bootsmansmaat           | naam onbekend |
| Bottelier               | Reyndert Hendricxsz |
| Busschieters            | Jan Carstensz Cornelis Dircxsz Jan Dircxsz Arian Ariaanz Passchier van den Ende Hans, Abraham Hendricks Jan Hendricx uit Den Haag Abraham Jansz Allert Jansz uit Assendelft Jan Jansz Purmer Ariaen Theuwissen Ryckert Woutersz |
| Constabel               | naam onbekend |
| Dienstmeid              | Swaantje / Zwaantien Hendricx |
| Franse soldaten         | Jacques Pilman Jean Bonvier Eduward Coo Jean Coos deSally Jean Reynouw Jean Thiriou Thomas de Villiers Jean Hongaar |
| Hoofdtrompetter         | Claes Jansz uit Dordrecht |
| Hoogbootsman            | Jan Evertsz |
| Kajuitsdienaren         | Rogier Decker Jan Pelgrom de Bye |
| Kleermaker              | Jacop de Vos |
| Kok                     | naam onbekend |
| Korporaal               | Gabriel Jacopsz |
| Kuiper                  | Jacob Jacopsz |
| Kwartiermeester         | Harman Nannings |
| Matrozen                | Pieter Arentsz Jan Cornelis Gerrit Haas Bessel Jansz Jeurian Jansz Obbe Jansz Cornelis Jansz ‘Boontje’ Pieter Lambertsz Wagenaars I Wagenaars II Thomas Wensel Gerrit Willemsz Nicklaas Winckelhaack |
| Onderbarbier            | Aris Jansz |
| Onderkoopman            | Jeronimus Cornelisz |
| Onderstuurman           | Jacob Jansz |
| Ondertrompetter         | Cornelis Pietersz 'de Dikke' |
| Opperkoopman            | Fransisco/François Pelsaert |
| Opperbarbier/chirurgijn | Mr. Frans Jansz |
| Opperkuiper             | Jan Willemsz Selyns |
| Opperstuurman           | Claas Gerritsz |
| Oppertrompetter         | Jacob Groenewaldt |
| Passagiers              | Maria Schepens, echtgenote van Gijsbert Bastiaensz, predikant Judith Bastiaens, oudste dochter Willemyntgie, middelste dochter Agnete, jongste dochter Roelant, zoontje twee zonen, namen onbekend. Wybrecht Claasz, dienstbode van de fam. Bastiaensz Echtgenote van Pieter Jansz, provoost en haar kind, naam onbekend Claudine Patoys echtgenote van soldaat Claas Harmansz en haar kind, naam onbekend Anneken Hardens, echtgenote van Hans Hardens, soldaat Hilletje Hardens en haar dochtertje van 6 jaar Laurentia Thomasz, echtgenote van Gabriel Jacopsz, korporaal Gertje Willemsz, weduwe Lucretia Jans, op weg naar haar aanstaande man Boudewijn van der Mijlen in Batavia Anneken Jansz, echtgenote van Jan Carstensz, busschieter Janeken Gist, echtgenote van Jan Hendricx, busschieter Mayken Soers Tryntgien Fredricxs, echtgenote van Claas Jansz, hoofdtrompetter Sussie Fredricx, zuster van Tryntgien Marretgie Louys Mayken Cardoes en haar kindje (naam onbekend) Drie kinderen (namen onbekend) |
| Predikant               | Gijsbert Bastiaensz |
| Provoost                | Pieter Jansz |
| Roerganger              | naam onbekend |
| Scheepsjongens          | Cornelis Arentsz Andries de Bruyn Fran Fransz Abraham Gerritsz Claas Harmansz van Campen Smoert plus het aantal onbekende namen van scheepsjongens die vermoord zijn |
| Scheepstimmerlieden     | Hendrick Claasz Warner Dircxsz Jan Egbertsz Hendricks Jacop Hans Jacobs Hendrick Jansz Teunis Jansz Egbert Roelofsz Stoffel Stoffelsz |
| Schipper                | Adriaen Jacobsz |
| Schotsman               | Wouter Joel |
| Slotenmaker             | Rutger Fredericxsz |
| Smid                    | Gillis Phillipsz |
| Soldaat - sergeant      | Wiebbe Hayes |
| Soldaten                | Mattys Beer Teunis Claasz Hendrick Jaspersz ‘Cloet’ Hans Fredericxsz Dirck Gerritsz Hans Hardens Wiebbe Hayes Claas Harmansz uit Maagdenborgh Cornelis Helmigs Jan Hendricxsz uit Bremen Hendrick Jansz ‘Maftken’ Andries Jonas van Luyck Wouter Loos Jan Michielsz 'Doof' Cornelis Pietersz uit Utrecht Jan Pinten Cristoffel Quist Marcus Symonsz |
| Timmerman               | naam onbekend |
| Tuinman                 | Jan Gerritsz |
| Versebalie              | Lucas Gerritsz |
| Vicekorporaal           | Jacop Pietersz ‘Cosijn’ |
| Zeilmaker               | naam onbekend |